# شوربة الإيما
شوربة الإيما، من أشهر الشوربات اللبنانية، تحضّر من الكفتة، الأرز، الشعيرية، الزيت، معجون الطماطم، الفلفل والملح.

## طريقة التحضير
تحضر شوربة الإيما اللبنانية بالطريقة التالية:
1. يقسم اللحم، إلى كرات صغيرة بحجم حبة الفستق.
2. تقلى الكرات الصغيرة في زيت ساخن، حتى تحمر من كل الجوانب.
3. يسكب أكواب الماء في حلة، ونتركها حتى تصل لمرحلة الغليان.
4. نضيق كرات الكفتة الصغيرة، ومعجون الطماطم.
5. نضيف الارز، والشعرية، ثم نتبلها بالملح والفلفل.
6. نترك المزيج على النار حتى ينضج الارز، ثم توضع الشوربة في طبق التقديم.

تحتوي وجبة شوربة الإيما (300غ تقريباً) على المعلومات الغذائية التالية:
- السعرات الحرارية: 303
- الدهون: 14
- الدهون المشبعة: 7
- الكوليسترول: 59
- الكاربوهيدرات: 27
- البروتينات: 17